# Világvége (film)
A Világvége (eredeti cím: The World's End) egy 2013-as amerikai-angol-japán sci-fi komédia, melyet Edgar Wright rendezett, és Wright valamint Simon Pegg írtak. A főszerepekben Pegg, Nick Frost, Paddy Considine, Martin Freeman, Rosamund Pike és Eddie Marsan láthatóak. A történet öt régi barátról szól, akik egy idegen invázió kellős közepén próbálják meg teljesíteni a 12 kocsmából álló túrát, amelyet húsz évvel ezelőtt nem sikerült megvalósítaniuk. A film a Cornetto Három Íze-trilógia harmadik epizódja, a Haláli hullák hajnala és a Vaskabátok után, jégkréme pedig a csokis-mentolos, zöld csomagolású Cornetto.

## Történet
|  | Alább a cselekmény részletei következnek! |

Gary King, a negyvenes éveit taposó, lecsúszott alkoholista egy nap összehívja régi barátait, akik vele ellentétben sikeresek lettek. Célja az, hogy teljesítsék az úgynevezett "Golden Mile"-t, amelyet húsz évvel korábban nem tudtak: ez szülővárosuk, Newton Haven mind a tizenkét kocsmájának a végiglátogatását jelenti. Tinédzserként nem bírtak minden helyen meginni egy-egy sört, így sosem jutottak el a legutolsó helyre, a Világvége kocsmába. Gary csellel ráveszi a haverokat: Petert, Olivert, Andyt, és Stevent, hogy lazítsanak egy kicsit és próbálják megcsinálni a kört. Ennek érdekében nem rest azt sem hazudni, hogy az anyja meghalt.  A hangulatot némiképp rontja, hogy az összes kocsma beltere ugyanolyan, a csaposok mogorvák, a vendégkör pedig besavanyodott. Ráadásul Andy antialkoholista lett, így ő csak vizet hajlandó inni. Az egyik helyen találkoznak Oliver húgával, Sammel, akire Gary és Steven is egyaránt hajtottak a középiskolában. A nő azonban röviddel később eltűnik.
A negyedik kocsmában Gary a vécén szóváltásba keveredik egy tinédzser sráccal. Összeverekednek, ám ekkor Gary döbbenten veszi észre, hogy a srác igazából egy android. A többiek a segítségére sietnek, és még több androiddal kell végezniük. Miután gyanút fognak, hogy hátha többen is vannak még rajtuk kívül, elhatározzák, hogy egymás közt csak "ergyáknak" nevezik őket. Mivel egy rendőrjárőr is szemmel tartja őket, és gyanús lenne, ha csak úgy eltűnnének, ezért úgy döntenek, tovább folytatják a kocsmatúrát, és ekkor már Andy is inni kezd. Ahogy helyről helyre haladnak, egyre több android kezdi el őket követni. Az egyik helyen ismét találkoznak Sammel, akit megtámad két android, akik a legjobb barátnőinek álcázták magukat. Most, hogy már ő is a saját szemével látta, mi folyik a városban, csatlakozik a srácokhoz. A Sellő nevű kocsmában éppen diákbulit tartanak, ahol álruhába öltözve próbálják elcsábítani őket, diákkori kedvenceik képében. Steven elszakad a többiektől, amikor a városban élő öreg Basil, aki folyton rémtörténetekkel riogatta őket gyerekkorukban, elmeséli, mi is történik igazából. Egy, magát csak Hálózatnak nevező idegen civilizáció elrabolja azokat az embereket, akik nem a békés, nyugodt élet pártján állnak, és kicserélik őket androidokra. Továbbmenekülnek a következő kocsmába, ahol régi iskolai tanáruk, Guy Shepherd próbálja meggyőzni őket, hogy adják fel, és hagyják, hogy androidok helyettesítsék őket. Andy rájön, hogy Oliver mindvégig egy android volt. Verekedés tör ki, és a társaság szétszéled.
Miután újra találkoznak, meg kell győzniük egymást, hogy igazából hús-vér emberek. Az idegenek a nyomukban vannak, de Gary eltökélt, hogy mindennek ellenére végigviszi a kocsmatúrát. Petert elfogják, Stevent pedig kénytelen otthagyni Andy, aki Gary nyomába ered. Sikeresen elér a Világvége kocsmába, ahol azonban Andy nem hagyja, hogy kicsapolja magának az utolsó sörét. Dulakodni kezdenek, és Andy ekkor rájön, hogy barátjának romokban hever az élete, öngyilkosságot is megkísérelt, és már csak ez a túra maradt neki. Gary a sörcsap meghúzásával véletlenül aktivál egy liftet, amely a kocsma alsó szintjére, a Hálózat központjába juttatja őket. Gary, Andy, és a megérkező Steven ekkor fedezik fel, mit is akar a Hálózat. Az idegen lények az emberiség telekommunikációs rendszerének fejlesztésével próbáltak minket felzárkóztatni a galaxis többi értelmes lényéhez, a szövetséghez való csatlakozásunk előtt. Mivel azonban erőszakos és veszélyes, és prmiitív fajnak tartják az embereket, ezért néhány képviselőjüket kiiktatták, és androidokat ültettek a helyükre, hogy békés és kulturált civilizációt teremthessenek. Bár az örök fiatalságot is felkínálja nekik androidként, Gary és barátai durva hangnemben utasítják mindezt vissza, a szemére vetve a Hálózatnak, hogy egy egész várost ki kellett cserélniük ahhoz, hogy megfeleljenek az elvárásaiknak. A Hálózat elhagyja a Földet, de előbb aktiválják önmegsemmisítő mechanizmusukat. Sam csak nagy nehezen tudja autójával kimenteni a három társat a robbanás elől.
Kicsivel később Andy látható, ahogy hallgatóságának mesél London romjai között. A robbanás elektromágneses hatására minden modern technika megszűnt működni, a Föld pedig visszakerült a sötét középkorba. A maradék androidok reaktiválódtak, de az emberek ellenségesen tekintenek rájuk. Andy házassága rendbejött, Steven és Sam összejöttek, Peter és Oliver android-megfelelői pedig visszatértek régi életükhöz. Közben Newton Havenben a józanságot fogadott Gary csapvízivó-túrára indul a tizenkét kocsmába, barátai fiatalkori énjeinek android-változatával. Mivel robotokat nem szolgálnak ki, Gary harcba kezd...
|  | Itt a vége a cselekmény részletezésének! |

## Szereplők
| Szereplő           | Színész         | Magyar hang    |
| ------------------ | --------------- | -------------- |
| Gary King          | Simon Pegg      | Epres Attila   |
| Andy Knightley     | Nick Frost      | Kerekes József |
| Sam Chamberlain    | Rosamund Pike   | Orosz Anna     |
| Steven Prince      | Paddy Considine | Viczián Ottó   |
| Oliver Chamberlain | Martin Freeman  | Görög László   |
| Peter Page         | Eddie Marsan    | Kapácsy Miklós |
| Basil              | David Bradley   | Varga Tamás    |
| Green tiszteletes  | Michael Smiley  | Rosta Sándor   |
| A Hálózat (hangja) | Bill Nighy      | Harsányi Gábor |
| Guy Shepherd       | Pierce Brosnan  | Kautzky Armand |
| Shane Hawkins      | Darren Boyd     | Seder Gábor    |

## Háttér
A film alapötletét Edgar Wright 21 éves korában jegyezte le, "Crawl" címmel, mely eredetileg még tinédzserekről szólt. Wright később rájött, hogy az ötlet jól működhet felnőtt férfiakkal is, akik, újra átélvén gyerekkori élményeiket, idegennek érezhetik magukat egy megváltozott világban. Ehhez jött az uniformizálódó világ kifigurázása is: a cselekmény reflektál arra a tendenciára, hogy a nagyvállalatok, bolthálózatok, üzletláncok világában már gyakorlatilag minden településen ugyanazok a dolgok találhatóak meg, kiveszett az egyediség, és velük együtt némiképp a hangulat is.
A filmben szereplő kocsmák neveit Wright és Pegg választották ki, valóban létező helyek közül. Mindegyik helyszín neve beszédes, a történések általában köthetők valamennyire a kocsmanevekhez is. Ezek a következőek: 
- Hivatal: ahol az egész túra kezdődik. Valamikor postahivatal volt, de később kocsmává építették át.
- Régi Ismerős: itt találkoznak Oliver húgával, Sammel, és ez régi emlékeket hoz fel Stevenből és Garyből.
- Híres Kakas: erről a helyről Garyt örökre kitiltották húsz évvel azelőtti kakaskodása miatt.
- Kulcsolt Kéz: sok érzelgős dolog történik itt. Peter újra találkozik az illetővel, aki a suliban szekálta, Andy rájön, hogy Gary hazudott az anyja haláláról, itt történik az első verekedés az androidokkal.
- Jó Társaság: itt Gary az egyetlen, aki továbbra is inna, a többiek mind az androidok elől menekülnének.
- Hű Szolga: Gary meggyőződik róla, hogy Green tiszteletes még mindig ember és mellettük áll.
- Kétfejű Kutya: ezen a helyen derül ki, hogy azok, akik embereknek látszanak, valószínűsíthetően mind androidok.
- Sellő: a csapat tagjait úgy csábítják el ezen a helyen a titkos vágyaikkal, mint a szirének.
- Kaptár: Guy Shepherd itt fedi fel az idegenek céljait. Az embereknek együtt kell működniük egy közös jóért, mint ahogy a méhek is teszik.
- Királyfő: Gary King teljesen elveszti a fejét, és fejvesztve rohan a következő kocsmába.
- Lyuk a Falban: a kocsma fala bedől egy baleset miatt.
- Világvége: a legutolsó hely a kataklizma előtt.

A forgatás 2012 őszén kezdődött, Hertfordshire-ben, Letchworth Garden City-ben, és Welwyn Garden City-ben. Egy részét a High Wycombe vasútállomáson forgatták. Mind a tizenkét kocsmában egyforma itallap és bútorzat látható, a kiírások pedig krétával való kézírásra hasonlítanak, ahogy a modern brit kocsmákban szokás. A kocsmák külső kinézetét a forgatási helyszíneken lévő épületek adták. A Sellő kocsmát teljes egészében a letchworth-i Broadway moziban rendezték be.

## Filmzene
A filmben szereplő dalok 2013. augusztus 5-én jelentek meg önálló kiadványon. Mindössze három szám: a The Charlatans "The Only One I Know", Mark Summers "Summer's Magic" és a 808 State "The Only Rhyme That Bites" című szerzeményei maradtak ki. Emellett párbeszédeket is kivágtak a filmből, egy-egy szám közé ezek is bekerültek.
1. Primal Scream – Loaded (4:21)
2. Blur – There's No Other Way (3:19)
3. Párbeszéd: "Beteszem neked az a kazit"
4. The Soup Dragons – I'm Free (3:50)
5. Happy Mondays – Step On (5:14)
6. Párbeszéd: "Túl hangos a zene?"
7. Suede – So Young (3:37)
8. The Beautiful South – Old Red Eyes Is Back (3:32)
9. Párbeszéd: "Szelíd söntés"
10. James – Come Home (Flood Mix) (3:53)
11. Pulp – Do You Remember The First Time? (4:22)
12. Párbeszéd: "Üdv!"
13. Teenage Fanclub – What Do You Tell Me (1:57)
14. The Stone Roses – Fools Gold (4:15)
15. Soul II Soul – Get A Life (3:36)
16. Párbeszéd: "Megváltoztunk"
17. Inspiral Carpets – This Is How It Feels (3:10)
18. The Doors – Alabama Song (Whisky Bar) (3:16)
19. Definition of Sound – Wear Your Love Like Heaven (3:43)
20. Párbeszéd: "A srácok ezt akarják"
21. Kylie Minogue – Step Back In Time (3:04)
22. Saint Etienne – Joiun Our Club (3:15)
23. The Sundays – Here's Where The Story Ends (3:52)
24. Párbeszéd: "Rühellem ezt a várost"
25. Silver Bullet  – 20 Seconds to Comply (World's End Bomb Squad mix re-edit) (4:35)
26. The Sisters of Mercy – This Corrosion (4:21)
27. The Housemartins – Happy Hour (2:21)